# 플레이DB
플레이 DB는 주식회사 인터파크의 사업 분야 중 콘텐츠 사업으로 오픈 되었으며, 공연에 대한 정보(작품, 인물, 기사, 이벤트 등)를 볼 수 있는 사이트를 운영한다. 또한 유튜브, 모바일 앱의 콘텐츠에서도 정보를 제공하고 있다.